# ويليام جونسون (صحفي)
ويليام جونسون هو صحفي ومؤلف كندي، ولد في 1931.